# Michael Oliveira
Michael Oliveira (São Paulo, 26 de abril de 1990) é um ex-pugilista brasileiro radicado nos Estados Unidos. Em 2010, chegou a ser considerado uma promessa do futuro boxe brasileiro.

## Carreira
Em 25 de março de 2011 conquistou o título interino latino-americano do Conselho Mundial de Boxe na categoria super-médio vencendo o argentino Abel Adriel em decisão unânime dos jurados.
Após o confronto, que lhe valeu o título, o lutador mudou de categoria e
de treinador. Passou da categoria super-médio para peso médio. Além de iniciar um trabalho com o treinador cubano Orlando Cuellar.
Em julho de 2011 lutou pelo título latino dos médios do Conselho Mundial de Boxe, contra o dominicano José Soto, em São Paulo, vencendo por nocaute no sexto round.
No dia 11 de novembro, Michael enfrentou Xavier Toliver, na preliminar da defesa de cinturão da WBA entre Austin Trout e o desafiante Frank LoPorto, em El Paso, Texas, vencendo por nocaute técnico no oitavo round.
Em 2 de junho de 2012, Michael enfrentou Acelino Freitas em Punta del Este. Mesmo parado há cinco anos, Acelino Freitas foi superior durante a maior parte da luta e finalizou o combate aos 2:19 do nono round com um nocaute, impondo assim a primeira derrota de Michel Oliveira como boxeador profissional.
Neste último sábado, 9 de março de 2013, o Rocky Brasileiro Michael Oliveira, conseguiu mais uma vez nocautear seu oponente, e a vítima foi o duríssimo Orlando Estrada. Após um combate muito estudado durante o primeiro e metade do 2º round, Michael Oliveira conseguiu impor seu ritmo no minuto final, fazendo com que o colombiano ficasse preso nas cordas e fosse duramente castigado com fortíssimos socos no abdomen, não aguentando mais tantos socos, o estrangeiro caiu e o árbitro começou a contagem, mas não adiantou, o colombiano ficou jogado no chão, e o arbitro foi obrigado a ter que interromper a luta faltando pouco menos do que 10 segundos para o fim do 2º assalto. Conseguindo então emplacar sua 3ª vitória consecutiva por nocaute, após a sua única derrota na carreira profissional, para Acelino Freitas, o Popó.
O Rocky Brasileiro, Michael Oliveira, mais uma vez conseguiu superar seu oponente, e o seu adversário foi o ex-desafiante ao título interino da WBA na categoria Peso Pena Francisco Cordero. A luta começou muito boa para o brasileiro nos 2 primeiros minutos de luta, ele estava golpeando muito bem a linha de cintura de seu oponente e mostrando uma grande evolução em suas esquivas, mas faltando menos de um minuto pra acabar o primeiro round o brasileiro Michael Oliveira começou a ficar com uma postura bem defensiva e acabou levando alguns fortes golpes do colombiano, mas nada que abalasse sua confiança para o 2º round, que no inicio já conseguiu conectar fortíssimos golpes na linha de cintura de seu adversário como havia feitos antes, a luta foi bem equilibrada já neste round, com os dois boxeadores golpeando fortemente um no outro, fazendo com que a luta ficasse bem movimentada e agitada, após o término do 2º período, o boxeador Francisco Cordero disse que não dava mas para continuar, alegando que estava com a mão dolorida, decretando assim o fim da luta. Com esta vitória o brasileiro conseguiu defender pela 2ª vez seus títulos da CMB e AMB e conseguindo então emplacar sua 4ª vitória consecutiva antes de a luta ir para os juízes.Graças a esta vitória contra o colombiano, o brasileiro virou o 9º no ranking de sua categoria que é a Peso Médio-Ligeiro na WBC (CMB).

## Fim da Carreira
Michael Oliveira era uma grata revelação do boxe brasileiro. Apesar da derrota para Acelino "Popó" Freitas, era visto como o futuro do Brasil. Só que pelo seu caminho apareceu Norberto Gonzalez. Em 2013, em duelo de 10 rounds, o brasileiro não apenas conheceu sua segunda derrota. Ao perder na decisão unânime, o "Rocky Brasileiro" sentiu-se mal e com um coágulo no cérebro passou alguns dias internado. O episódio encerrou sua carreira.

## Títulos
- Campeão interino latino-americano do CMB - 2011 (Super-Médio)
- Campeão latino-americano do CMB - 2011 (Peso Médio)

## Prêmios
- Brazilian International Press Award - 2010 (Destaque nos Esportes)[8]
- Brazilian International Press Award - 2011 (Destaque nos Esportes)[9]